# 17226 Anaiahbre
17226 Anaiahbre è un asteroide della fascia principale. Scoperto nel 2000, presenta un'orbita caratterizzata da un semiasse maggiore pari a 2,435631 UA e da un'eccentricità di 0,087362, inclinata di 6,389169° rispetto all'eclittica. Ha un periodo di rotazione di 2,926 ore.